# Mwaya (Mbeya)
Mwaya ist ein Verwaltungsbezirk (Ward) des Distrikts Kyela in der tansanischen Region Mbeya. Er grenzt im Norden an den Bezirk Ikama, im Nordosten an Lusungo, im Osten an den Malawisee, im Süden an den Bezirk Kyela, im Westen an den Bezirk Itope und im Nordwesten an Ipande. 

## Geografie
Mwaya ist ein ländlicher Bezirk im Südwesten von Tansania. Er liegt in der Ebene nordwestlich des Malawisees in rund 500 Meter Seehöhe. Die Grenze im Norden bildet weitgehend der Fluss Mbaka, der in den Malawisee mündet. Die Fläche des Bezirks beträgt 59 Quadratkilometer und bei der Volkszählung 2022 lebten hier 12.122 Menschen in 3150 Haushalten.

## Gliederung
Der Bezirk besteht aus zehn Gemeinden (Mtaa) mit 33 Orten (Kitongoji):
| Ilondo - Ikubo - Ilondo - Maini | Lukuyu - Lukuyu - Mwanjabala | Lugombo - Lubaga - Lugombo - Lupando - Mbaasi - Mota | Ndola - Mbegele - Seko - Ipyasyo - Lupondo | Tenende - Mbasi - Tenende Juu - Tenende Chini | Mwaya - Njisi - Mwaya - Itajania - Kiputa | Kasala - Kasala A - Kasala B - Kasala C | Malungo - Malungo - Mtela - Serengeti | Masebe - Lugoje - Masebe Kati - Ilembula | Kapamisya - Majengo - Kapamisya - Kabale |

## Wirtschaft und Infrastruktur
- Bildung: Die staatliche Mwaya Secondary School bildet Jugendliche bis zur 4. Stufe aus.[5]
- Gesundheit: Im Bezirk befinden sich vier staatliche Apotheken, je eine in Lugombo,[6] Tenende,[7] Kasala[8] und Kapamisya.[9]